# Oostelijke Panhandle van West Virginia

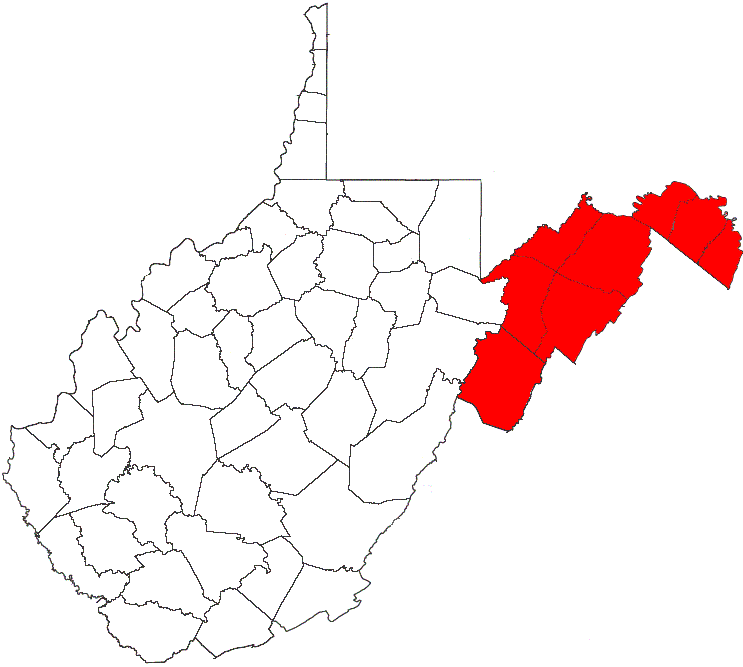
De Oostelijke Panhandle, met de 8 counties in het rood.

De Oostelijke Panhandle van West Virginia (Engels: Eastern Panhandle of West Virginia) is het oostelijkste stukje van de Amerikaanse staat West Virginia. Het Bestuur van het agentschap in onroerend goed van de Eastern Panhandle ziet alleen de drie oostelijkste county's als de werkelijke leden van de panhandle in kwestie. Anderen zien de acht oostelijkste county's als de panhandle.

## Geschiedenis
De county's Berkeley, Hampshire, Hardy, Jefferson en Morgan werden deel van de staat West Virginia. Snel nadat West Virginia haar bestaansrecht als staat had gekregen werden de nieuwe county's Grant en Mineral gecreëerd uit de county's Hampshire en Hardy. Dit gebeurde in 1866.
De Oostelijk Panhandle is ook de thuisplaats van West Virginia's oudste steden: Romney en Shepherdstown (1762). Verder zijn ook West Virginia's oudste county's hier te vinden: Hampshire (1753) en Berkeley.

## Geografie

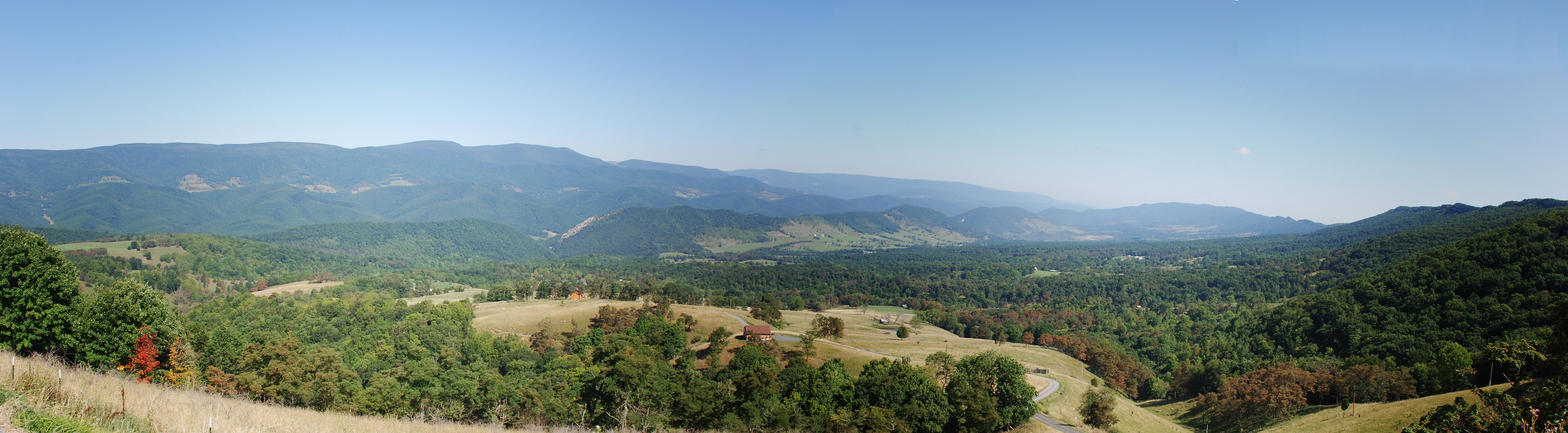
Germany Valley in Pendleton.

In de panhandle zijn zowel West Virginia's hoogste als laagste punt te vinden: Spruce Knob (1.482 m) in Pendleton, en Harpers Ferry (73 m) in Jefferson, langs de rivier de Potomac. De regio is afgezonderd van de rest van de staat door het Allegheny Front dat het stroomgebied van de Mississippi scheidt van de Chesapeake Bay.

## Inwoners
Volgens de census van 2000 hadden de 8 county's samen 212.483 inwoners, oftewel 11.75% van het  totale inwonertal. Berkeley is de county met de meeste inwoners, welgeteld 103.854 inwoners in 2009. Berkeley heeft ook de grootste stad van de algehele panhandle, Martinsburg, met 17.020 inwoners in 2008.

## County's
De acht county's van de Oostelijke Panhandle zijn als volgt:
- Berkeley
- Grant
- Hampshire
- Hardy
- Jefferson
- Mineral
- Morgan
- Pendleton